# كوسيون
الكوسيون أو الخوسيون وهم مجموعة عرقية من البانتويون تعيش في جنوب شرق جنوب أفريقيا ويصل تعدادهم إلى 8,104,752 نسمة ويشكلون نسبة 19% من سكان جنوب أفريقيا حسب إحصاء سنة 2011 ويتكلم الكوسيون باللغة الكوسية ويسمونها بالخوسا وينقسم الكوسيون إلى عدة قبائل منها مبوندو والثيمبو والبهاكا والفينغو، من أشهر شخصياتهم هو الزعيم الجنوب أفريقي الراحل نيلسون مانديلا وكذلك ديسموند توتو وتابو إيمبيكي ويعتنق الخوسيون الديانات الأفريقية التقليدية والمسيحية.